# 原田岳
原田 岳（はらだ がく、1998年5月22日 - ）は、岩手県出身のプロサッカー選手。Jリーグ・V・ファーレン長崎所属。ポジションはゴールキーパー。

## 略歴

### 小学生～ユース年代
小学生時代は横浜市のバディーSCでプレーし、2010年の全日本少年サッカー大会優勝に貢献した（当時の体格は162cm、45kg）。
中学からは横浜F・マリノスのジュニアユースに加入した。ジュニアユースでは、2013年に日本クラブユースサッカー選手権(U-15)大会で優勝し、堂安律・渡辺皓太らとともに大会優秀選手に選出された。
2014年、高校1年生になると順調に横浜F・マリノスユースに昇格するも、当時高校3年生のGK田口潤人の牙城を崩すことは出来ず出場機会は限られた。
翌2015年には高校2年生にしてレギュラー争いを演じチームのプレミア昇格とクラブユース選手権優勝に貢献した。
2016年、高校3年生になると同学年の千田奎斗と「ユース年代ナンバーワンの熾烈なポジション争い」を繰り広げ、2016年2月には二人ともトップチームに2種登録された。

### 横浜F・マリノス
2016年10月25日、2017年から横浜F・マリノスのトップチームに昇格することが発表され、「子どもの頃からの夢であったプロサッカー選手になることができ嬉しく思います。ゴールキーパーとして日本のサッカーを引っ張っていける選手になりたいです。これまでお世話になった方々への感謝の気持ちを忘れずに、1年目から試合に出られるように頑張っていきたいと思います。」と意気込みを語った。このときの体格は187cm、79kgであった。
トップチームに昇格した2017年はルヴァンカップで2試合にベンチ入りしたものの、リーグ・天皇杯含め出場はなかったが、「人生で一番練習した年だった」として、「今日できたことを明日はもっと良くする、今日できなかったことを明日はできるようにする。そうやってシゲさんと話し合いながら取り組んできて、自分でも分かるくらいプレーの質が変わってきました。」とプロ1年目を振り返った。
2018年、7月11日に行われた天皇杯3回戦の横浜FC戦でベンチ入りすると、7月18日のベガルタ仙台戦ではリーグ戦初のベンチ入りを果たした。「大樹くん（飯倉大樹）がけがをしたときは自分が出るというポジションになった。ピッチに立ったときに堂々としていられる準備はしていきたい。（出場機会が急きょ訪れても）そのために練習しているので、しっかりやってきたと信じてプレーするだけ」と試合出場に意欲を見せるも、出場には至らなかった。試合は8-2で勝利した。

### SC相模原
2019年7月19日、SC相模原へ育成型期限付きする事を発表した。この年は田中雄大とポジションを争いながら、自身のJリーグ初出場を含む6試合に出場したが、翌年の2020年は出場機会は無かった。

### V・ファーレン長崎
2021年、V・ファーレン長崎へ期限付き移籍。12月8日、長崎に完全移籍することが発表された。

## 人物・エピソード
- 目指すGK像は「チェフ（アーセナル）やデ・ヘア（マンチェスター・ユナイテッド）のようなクラシックタイプのGK」[16]。
- 同期の吉尾海夏とはジュニアユースから一緒にプレーしていて実家も近く、オフには二人連れ添い出かける仲である。横浜F・マリノスの寮では隣部屋同士だった。自動車教習所も同じところに通い、入校日も卒業日まで同じだった。免許取得日には二人で二子玉川まで高速道路をドライブして遠藤渓太の誕生日プレゼントを買いに行った。往きは原田、帰りは吉尾がドライバーを務めた[17]。
- シュート練習では中村俊輔のシュートを意外と止めていたとインタビューで話している[16]。
- 代理人は佃ロベルトが代表取締役を務めるスポーツコンサルティングジャパン[18]。

## 所属クラブ
- バディーSC（横浜市立黒須田小学校）
- 2011年 - 2013年 横浜F・マリノスジュニアユース（横浜市立あざみ野中学校）
- 2014年 - 2016年 横浜F・マリノスユース（横浜高等学校）
- 2017年 - 2021年 横浜F・マリノス
  - 2019年7月 - 2020年 SC相模原 (育成型期限付き移籍)
  - 2021年 V・ファーレン長崎 (期限付き移籍)
- 2022年 - V・ファーレン長崎

## 個人成績
| 国内大会個人成績 | 国内大会個人成績 | 国内大会個人成績 | 国内大会個人成績 | 国内大会個人成績 | 国内大会個人成績 | 国内大会個人成績 | 国内大会個人成績 | 国内大会個人成績 | 国内大会個人成績 | 国内大会個人成績 | 国内大会個人成績 |
| 年度             | クラブ           | 背番号           | リーグ           | リーグ戦         | リーグ戦         | リーグ杯         | リーグ杯         | オープン杯       | オープン杯       | 期間通算         | 期間通算         |
| 年度             | クラブ           | 背番号           | リーグ           | 出場             | 得点             | 出場             | 得点             | 出場             | 得点             | 出場             | 得点             |
| 日本             | 日本             | 日本             | 日本             | リーグ戦         | リーグ戦         | リーグ杯         | リーグ杯         | 天皇杯           | 天皇杯           | 期間通算         | 期間通算         |
| ---------------- | ---------------- | ---------------- | ---------------- | ---------------- | ---------------- | ---------------- | ---------------- | ---------------- | ---------------- | ---------------- | ---------------- |
| 2017             | 横浜FM           | 32               | J1               | 0                | 0                | 0                | 0                | 0                | 0                | 0                | 0                |
| 2018             | 横浜FM           | 32               | J1               | 0                | 0                | 0                | 0                | 0                | 0                | 0                | 0                |
| 2019             | 横浜FM           | 32               | J1               | 0                | 0                | 0                | 0                | 0                | 0                | 0                | 0                |
| 2019             | 相模原           | 32               | J3               | 6                | 0                | -                | -                | -                | -                | 6                | 0                |
| 2020             | 相模原           | 32               | J3               | 0                | 0                | -                | -                | -                | -                | 0                | 0                |
| 2021             | 長崎             | 31               | J2               | 0                | 0                | -                | -                | 0                | 0                | 0                | 0                |
| 2022             | 長崎             | 31               | J2               | 1                | 0                | -                | -                | 3                | 0                | 4                | 0                |
| 2023             | 長崎             | 31               | J2               | 0                | 0                | -                | -                | 1                | 0                | 1                | 0                |
| 2024             | 長崎             | 31               | J2               | 22               | 0                | 1                | 0                | 2                | 0                | 25               | 0                |
| 2025             | 長崎             | 31               | J2               |                  |                  |                  |                  |                  |                  |                  |                  |
| 通算             | 日本             | 日本             | J1               | 0                | 0                | 0                | 0                | 0                | 0                | 0                | 0                |
| 通算             | 日本             | 日本             | J2               | 23               | 0                | 1                | 0                | 6                | 0                | 30               | 0                |
| 通算             | 日本             | 日本             | J3               | 6                | 0                | -                | -                | -                | -                | 6                | 0                |
| 総通算           | 総通算           | 総通算           | 総通算           | 29               | 0                | 1                | 0                | 6                | 0                | 36               | 0                |

出場歴
- Jリーグ初出場 - 2019年8月4日 J3第19節 いわてグルージャ盛岡戦 (いわぎんスタジアム)

## タイトル

### クラブ
バディーSC
- 全日本少年サッカー大会（2010年）

横浜F・マリノスジュニアユース
- 日本クラブユースサッカー選手権 (U-15)大会 優勝（2013年）

神奈川県選抜
- 第69回国民体育大会 優勝（2014年）

横浜F・マリノスユース
- 日本クラブユースサッカー選手権 (U-18)大会 優勝（2015年）

## 代表歴
- U-15日本代表
  - AFC U-16選手権予選（2013年）
- U-16日本代表（2014年）